# Копала (муниципалитет)
Копала (исп. Copala) — муниципалитет в Мексике, штат Герреро, с административным центром в одноимённом города. Численность населения, по данным переписи 2010 года, составила 13 636 человек.

## Общие сведения
Название Copala с языка науатль можно перевести как место изобилия копала.
Площадь муниципалитета равна 297 км², что составляет 0,5 % от площади штата. Он граничит с другими муниципалитетами Герреро: на севере с Куаутепеком, на востоке с Маркелией, и на западе с Флоренсио-Вильярреалем, а также с юга омывается водами Тихого океана.

## Учреждение и состав
Муниципалитет был образован в 1850 году, в его состав входит 33 населённых пункта, самые крупные из которых:
| Код INEGI | Населённый пункт                                     | Численность населения (2005 год) | Численность населения (2010 год) |
| 018       | Всего                                                | 11 896                           | 13 636                           |
| 0001      | Копала (исп. Copala) (административный центр)        | 6 215                            | 6 690                            |
| 0020      | Охо-де-Агуа (исп. Ojo de Agua)                       | 905                              | 1 477                            |
| 0003      | Атриско (исп. Atrixco)                               | 776                              | 876                              |
| 0023      | Лас-Пеньяс (исп. Las Peñas)                          | 699                              | 778                              |
| 0017      | Ислальтепек (исп. Islaltepec)                        | 641                              | 676                              |
| 0009      | Колония-Хуан-Альварес (исп. Colonia Juan N. Álvarez) | 420                              | 555                              |
| 0008      | Эль-Каррисо (исп. El Carrizo)                        | 486                              | 507                              |
| 0018      | Лас-Лахас (исп. Las Lajas)                           | 389                              | 464                              |

## Экономическая деятельность
По статистическим данным 2000 года, работоспособное население занято по секторам экономики в следующих пропорциях: сельское хозяйство, скотоводство и рыбная ловля — 56,9 %, промышленность и строительство — 11,5 %, сфера обслуживания и туризма — 30,5 %.

## Инфраструктура
По статистическим данным 2010 года, инфраструктура развита следующим образом:
- электрификация: 96,2 %;
- водоснабжение: 88,8 %;
- водоотведение: 71,6 %.

## Туризм
Основные достопримечательности:
- церковь Сан-Хопе, построенная в колониальный период;
- археологическая зона Салина, где найдены керамические фигурки;
- пляжи на побережье Тихого океана.